# Perisesarma bidens
Espèce
Perisesarma bidens (ou crabe à pinces rouges) est une espèce de crabes de la famille des Sesarmidae.
Il est souvent maintenu en aquaterrarium.

## Distribution
Ce crabe se rencontre dans les estuaires d'Asie, notamment en Thaïlande, à Singapour, au Japon, à Hong Kong et en Corée du Sud.

## Référence
- de Haan, 1835 : Crustacea. Fauna Japonica sive Descriptio Animalium, Quae in Itinere per Japoniam, Jussu et Auspiciis Superiorum, qui Summum in India Batava Imperium Tenent, Suscepto, Annis 1823–1830 Collegit, Noitis, Observationibus et Adumbrationibus Illustravit. Leiden: Lugduni-Batavorum. p. 1–243.